# Pénéssoulou
Pénéssoulou ist ein Arrondissement im Departement Donga im Westen Benins. Es ist eine Verwaltungseinheit, die der Gerichtsbarkeit der Kommune Bassila untersteht. Gemäß der Volkszählung von 2013 hatte Pénéssoulou 33.875 Einwohner, davon waren 16.810 männlich und 17.065 weiblich.
Durch Pénéssoulou läuft die Fernstraße RNIE3 und die Grenze zum Nachbarland Togo ist nicht weit entfernt, ebenso Benins höchster Berg Mont Sokbaro.